# Milko Bobotsov
Milko Bobotsov est un joueur d'échecs Bulgare né le 30 octobre 1931 à Plovdiv et mort le 3 avril 2000 à Sofia. Champion de Bulgarie en 1958 et premier grand maître international bulgare en 1961, il a terminé deuxième, ex æquo avec Vassily Smyslov et Mikhaïl Tal, du très fort tournoi anniversaire de la révolution disputé à Moscou en 1967 (+3 =14), remporté par Leonid Stein, devant Boris Spassky, David Bronstein, Tigran Petrossian, Efim Geller et Paul Keres.

## Biographie et carrière
Champion de Bulgarie en 1958, Bobotsov remporta les tournois de
- Varna 1957,
- Pécs 1964 (+6 =9), ex æquo avec Aïvars Gipslis, et
- le tournoi de Sarajevo en 1971[1], ex æquo avec Bronstein et Matulovic.

Il reçut le titre de maître international en 1960 et, l'année suivante,  fut le premier joueur bulgare à recevoir celui de grand maître international. 
Il termina troisième du tournoi de Wijk aan Zee 1965 (derrière Portisch et Geller).
Bobotsov était marié à la championne de Bulgarie et grand maître féminin Antonia Ivanova.

## Olympiades d'échecs
Bobotsov participa à sa première olympiade d'échecs en 1954 et occupa le premier échiquier de l'équipe de Bulgarie lors des olympiades de 1960, 1968, 1970 et 1972. Il remporta une médaille de bronze individuelle au troisième échiquier lors de l'olympiade d'échecs de 1964 et une médaille de bronze par équipe lors de l'olympiade d'échecs de 1968. En 1972, peu après l'olympiade, il subit une attaque et dut réduire sa participations aux compétitions.